# Graß (Bockhorn)
Graß ist eine Einzelsiedlung der Gemeinde Bockhorn im Landkreis Erding in Oberbayern.

## Lage
Der Ort liegt vier Kilometer östlich von Bockhorn entfernt im tertiären Isar-Inn-Hügelland (Erdinger Holzland). Die Bundesstraße 388 verläuft 500 Meter nördlich.

## Geschichte
Die Einöde gehörte bis 1972 zu der ehemaligen Gemeinde Eschlbach und kam bei deren Auflösung zur Gemeinde Bockhorn.